# Ndlambe
Ndlambe est une municipalité locale située dans le district de Sarah Baartman, dans la province du Cap oriental, en Afrique du Sud. En 2011, sa population est de 61 176 habitants.

## Localités
| Place              | Code   | Superficie (km2) | Population | Langue maternelle dominante |
| ------------------ | ------ | ---------------- | ---------- | --------------------------- |
| Alexandria         | 265008 | 3,66             | 3 375      | Afrikaans                   |
| Bathurst           | 265001 | 71,98            | 737        | Anglais                     |
| Boknesstrand       | 265013 | 1,57             | 318        | Afrikaans                   |
| Boesmansriviermond | 265011 | 15,82            | 6 147      | Afrikaans                   |
| Cannon Rocks       | 265014 | 3,12             | 214        | Anglais                     |
| Kasouga            | 265010 | 1,51             | 39         | Anglais                     |
| Kenton-on-Sea      | 265012 | 5,18             | 5 154      | IsiXhosa                    |
| Kleinemonde        | 265005 | 1,01             | 2          | Xhosa                       |
| Kwanonqubela       | 265009 | 2,04             | 6 710      | Xhosa                       |
| Nkwenkwezi         | 265006 | 3,61             | 16 112     | Xhosa                       |
| Nolukhanyo         | 265002 | 1,55             | 5 631      | Xhosa                       |
| Port Alfred        | 265007 | 42,97            | 9 747      | Anglais                     |
| Seafield           | 265004 | 5,76             | 296        | Anglais                     |
| Zone Rurale        | 265003 | 1 680,83         | 6 693      | Xhosa                       |

## Source
1. ↑  Recensement 2011
2. ↑  265008.
3. ↑  265001.
4. ↑  265013.
5. ↑  265011.
6. ↑  265014.
7. ↑  265010.
8. ↑  265012.
9. ↑  265005.
10. ↑  265009.
11. ↑  265006.
12. ↑  265002.
13. ↑  265007.
14. ↑  265004.
15. ↑  265003.

- (en) Cet article est partiellement ou en totalité issu de l’article de Wikipédia en anglais intitulé « Ndlambe Local Municipality » (voir la liste des auteurs).